# Wyny Ecu

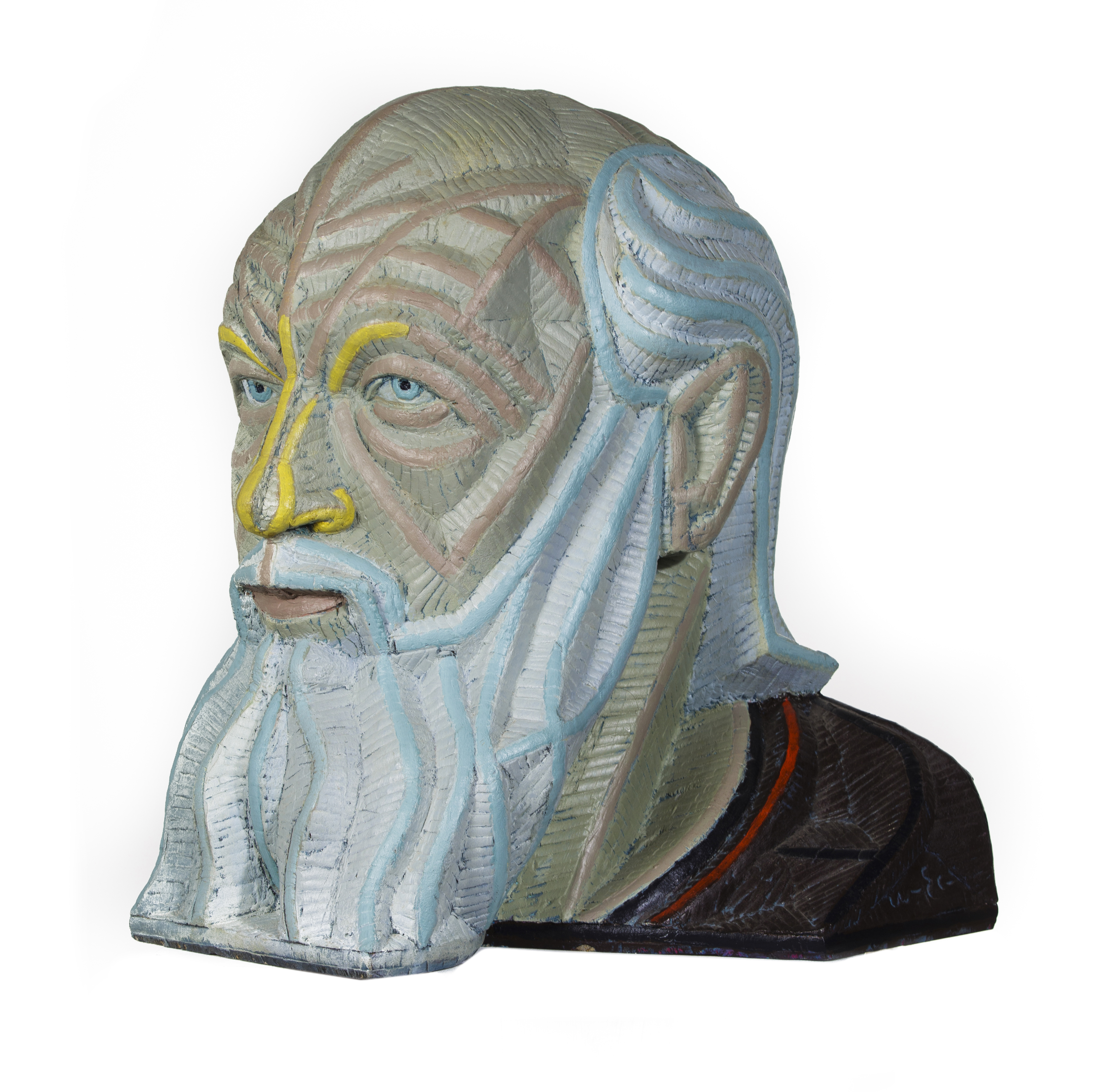
Selbstbildnis, 2006, Holz & Acryl, H 50 cm

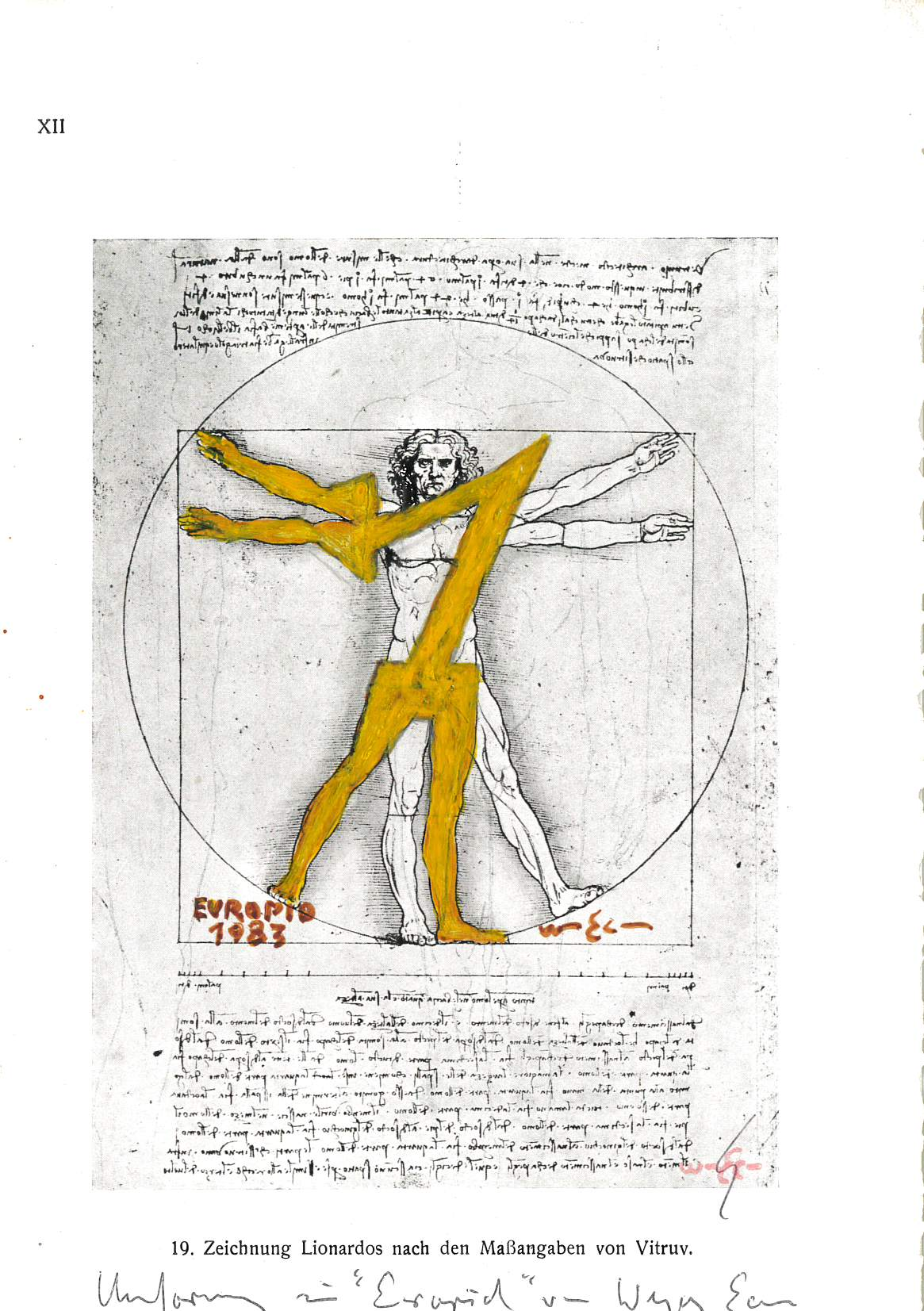
Erfindung des Europid, 1983. Neues menschliches Maß, Buchdruck & Farbstift, 24 × 16 cm

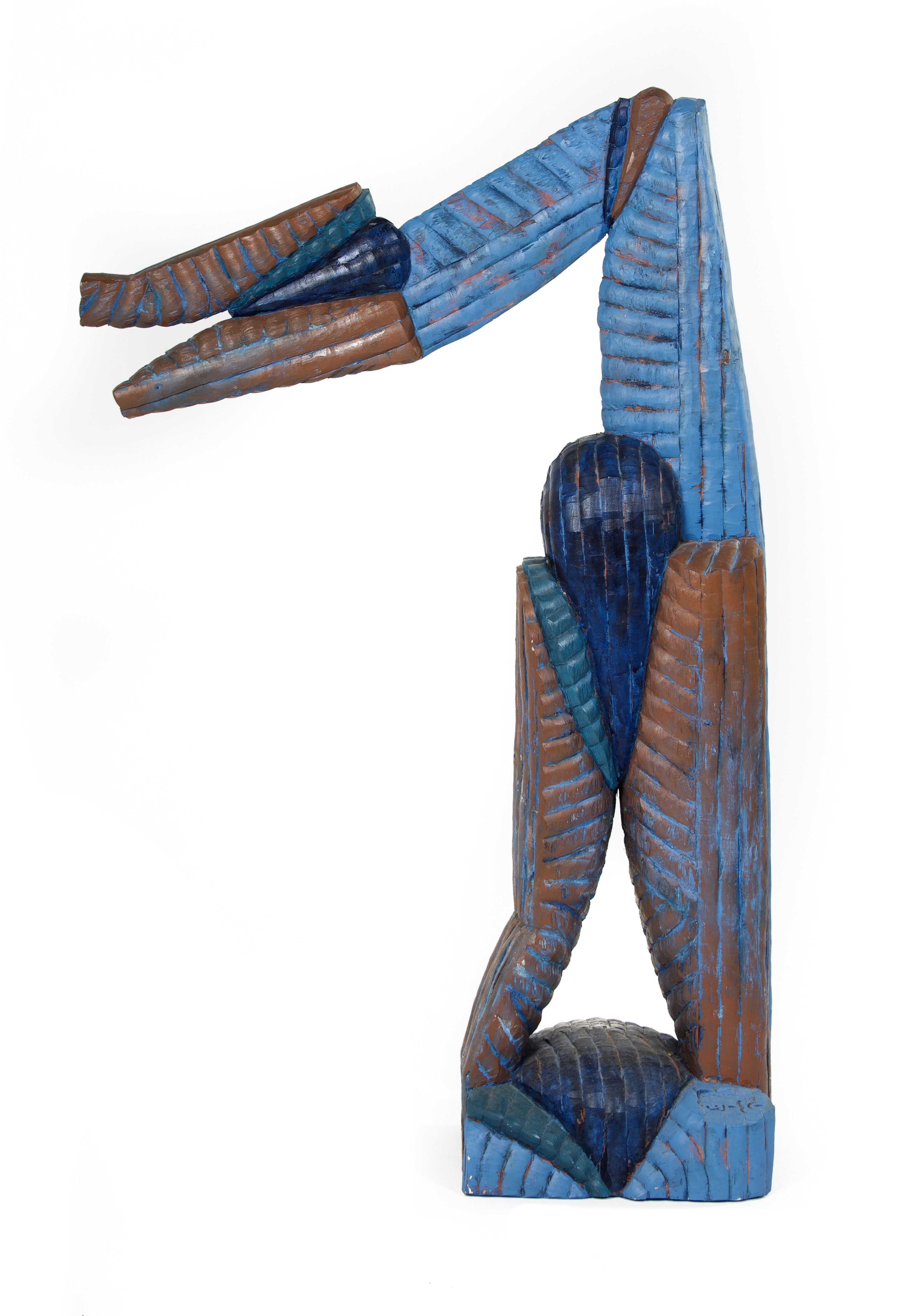
Europid XI, 1998, Holz & Acryl, H 100 cm.

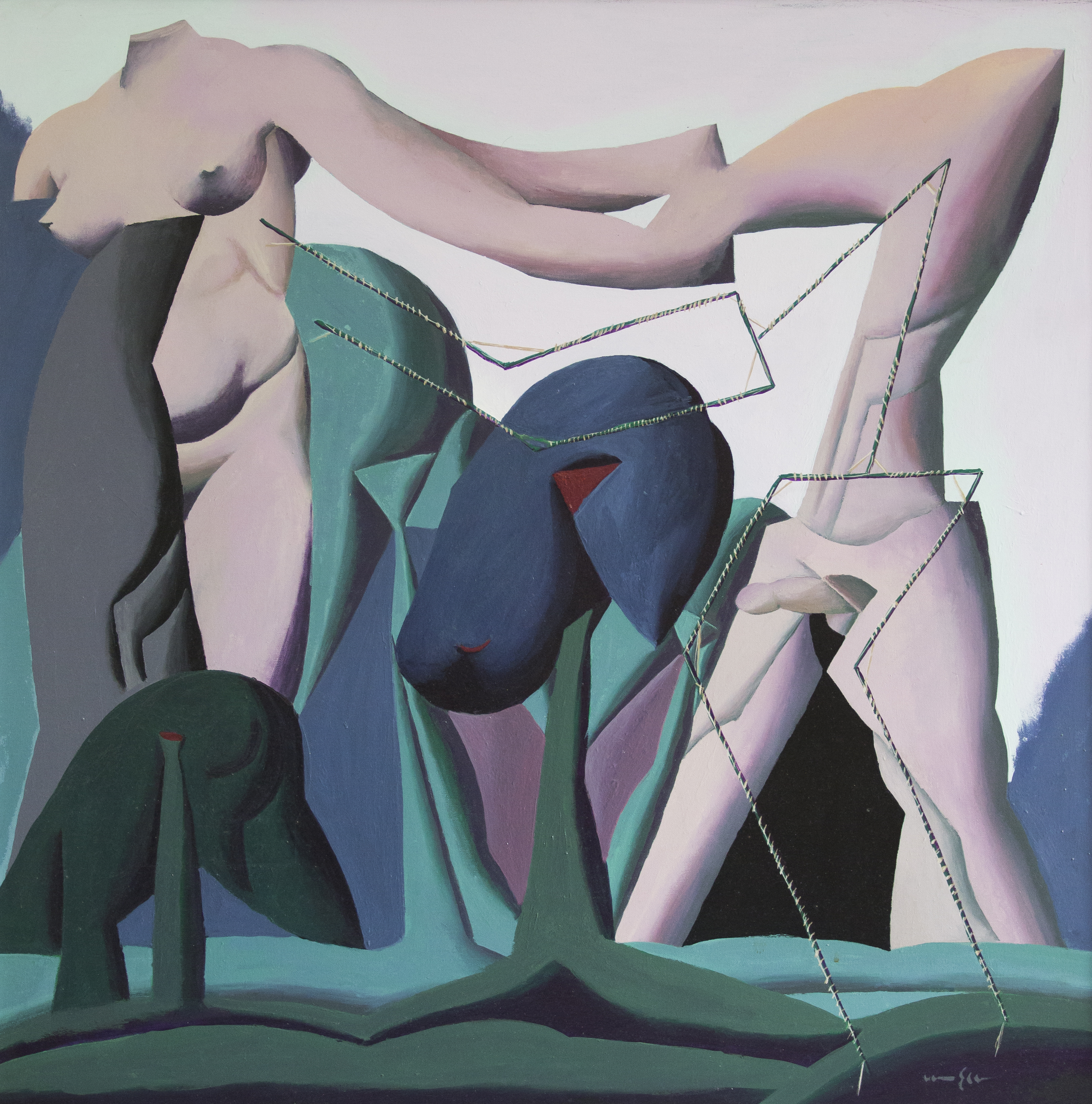
Europid & Aphrodite 1995, Leinwand & Acryl, 90 × 90 cm

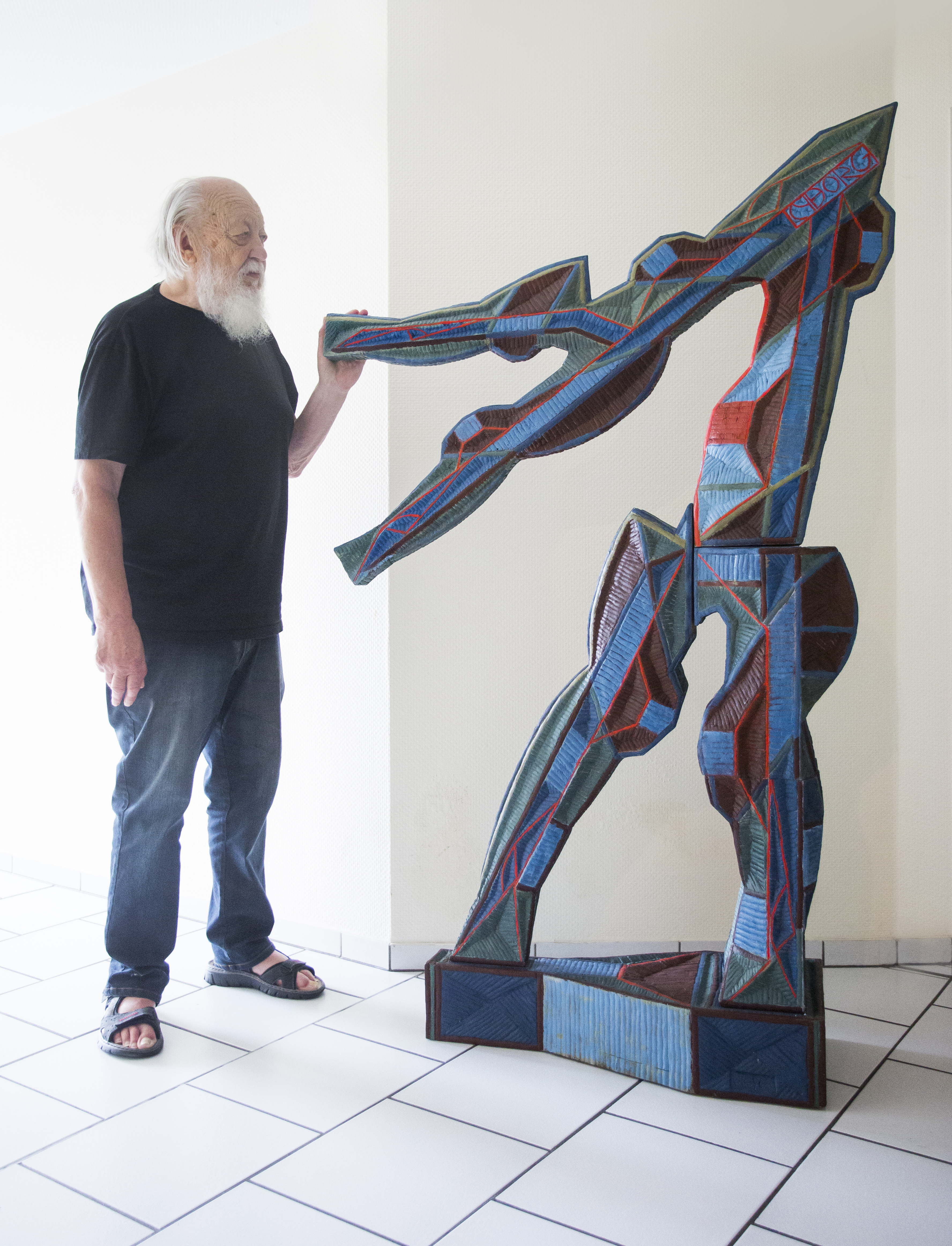
Wyny Ecu mit Europid, 2014–15, Holz & Acryl, H 180 cm.

Wyny Ecu (eigentlich Werner Grosch; * 4. Juni 1931 in Bochum) ist ein deutscher Bildhauer, Maler und Buchautor. Sein Bildnerisches Werk ist ein Bekenntnis zum kulturellen Erbe und zur Einheit Europas.

## Leben und Werk
Wyny Ecu ist das zweite Kind des Kaspar Erich Grosch (1905–1985) und seiner Ehefrau Gertrud, geborene Rumann (1909–1992). Sein Bruder Günter Erich (1929) war sechs Wochen nach der Geburt gestorben.
Er verbrachte seine Kindheit zunächst in Bochum. Von der künstlerischen Tätigkeit seines Vaters inspiriert, setzte er im Alter von sechs Jahren bereits in seinen Kinderzeichnungen die Perspektive ein, erlernte früh das Schachspiel und untersuchte als Zwölfjähriger den Gegensatz von offizieller NS- und verbotener Entarteter Kunst.
Wegen zunehmender Bombardierung des Ruhrgebiets im Zweiten Weltkrieg kam er gegen Ende des Jahres 1943 zu Verwandten nach Zella/Rhön. Das Dorf wurde im März 1945 kampflos von amerikanischen Truppen besetzt. Um Architekt zu werden, lief er nach Kriegsende in Begleitung seiner Mutter inmitten eines Flüchtlingstreck zu Fuß von der Rhön nach Bochum. In der total zerstörten Stadt erzwang man ihre Rückkehr, so kamen sie notgedrungen und unbeabsichtigt in die Sowjetische Besatzungszone (SBZ), die spätere DDR. Es folgte der Hungerwinter 1946/47, dazu fehlten Angebote zur Weiterbildung. Nur per Zufall erhielt er einen Lehrvertrag als Holzbildhauer.
Nach seinem vorzeitigen Abschluss und mit einem Stipendium versehen, begann er 1949 das Studium an der im Nachbarort gelegenen Staatl. Schnitzschule Empfertshausen/Rhön bei Wilhelm Löber. Er schloss diese Ausbildung ebenfalls ab und war Mitglied im Prüfungsausschuss dieser Schule, die, in Grenznähe gelegen, später geschlossen worden war. Als Schachspieler entwickelte er seine Katzenstein-Verteidigung und nahm an einem Turnier zur Thüringer Landesmeisterschaft teil. 1952 zwangen ihn die politischen Umstände zur Flucht aus der DDR in die Bundesrepublik Deutschland. Er verlor damit seine frühen Holzskulpturen, die im Stil des „Sozialistischen Realismus“ gestaltet sein mussten. (Porträt: Maxim Gorki)
In Bochum arbeitete er zunächst als Hilfsarbeiter in einer Maschinenfabrik, dann in der Werbeabteilung eines großen Kaufhauses. Dort stellte er u. a. überlebensgroße, mechanisch getriebene Figuren her. In den Jahren 1952–1957 galt sein Interesse dem Schauspielhaus Bochum. Er besuchte fast alle Theater- und Konzertaufführungen, entwarf Bühnen- und Klangkörper heutiger Minimal- und Konzeptart, deren Ergebnisse für ihn, im Sinne der Skulptur, unbefriedigend waren. 
Ab 1958 studierte er an der Kunstakademie Düsseldorf Bildhauerei bei Manfred Sieler und Zoltan Székessy. Während seines insgesamt zwölfsemestrigen Kunststudiums galt sein besonderes Interesse der Erforschung künstlerischer Gesetze, die aus der Kunstgeschichte herauslesbar sind. Studienreisen führten ihn u. a. nach Amsterdam, Athen, Brüssel, Florenz, Paris, Kreta und Rhodos. Sein künstlerisches Rüstzeug erhielt er bei Rudolf Belling, in dessen Auftrag er in den Jahren von 1958 bis 1963 u. a. Holzskulpturen fertigte. 1962 hatte er Kontakt mit Alexander Calder, der von Wyny Ecu ein Porträt anfertigte.
Unberührt vom Zeitgeist populärer Kunstströmungen widmete er sich 1959 dem „Raumproblem der Skulptur“ und erklärt: „Der Raum umschließt, durchdringt und zerteilt den Körper“. So entstand die erste „Teilbare Skulptur“. Auf Grund dieser Erfindung war 1965 eine Professur für Bildhauerei möglich. Jedoch konnte er den erforderlichen Hochschulabschluss nicht nachweisen, da er fehlinformiert sein Studium an der Kunstakademie Düsseldorf nach dem sechsten Semester abgebrochen hatte, um bei Erwin Heerich mit einem pädagogischen Examen am Seminar für werktätige Erziehung Düsseldorf seine zukünftige Lebensgrundlage zu sichern und 1965 zu heiraten. Gemeinsam arbeitete das Ehepaar ab 1968 entsprechend seiner Studien zum Raumproblem von 1959 an Skulpturen mit Raumfühlern.
Wyny Ecu war Mitglied im Berufsverband Bildender Künstler (BBK) und unterrichtete ab 1969 an einer Hauptschule. Dort entwickelte er ein pädagogisches Programm zur Verarbeitung von Kunststoffen an allgemeinbildenden Schulen und war ehrenamtlicher Richter am Landgericht Berlin-Moabit. Während einer tiefen Depression zerstörte Ecu eigenhändig den größten Teil seiner großformatig als Teilbare Skulptur entstandenen Arbeiten, die aber fotografisch erhalten geblieben sind. 1979 wurde seine Tochter geboren. Im gleichen Jahr gründete er in Berlin-Charlottenburg die Bildhauergalerie Plinthe zur Förderung der Deutschen Kleinplastik, die er alleinverantwortlich leitete und ermöglichte nach Schließungsabsicht im Jahr 1996 seiner Ehefrau in den Folgejahren die Weiterführung der Galerie nach bewährter Vorgabe.
Sein künstlerischer Neubeginn fand mit der Erfindung einer Kunstfigur statt. In der Studie „Vitruvmann“ des Leonardo da Vinci entdeckte er bisher Verborgenes – ein neues menschliches Maß als Urbild des Europid – ein Beitrag zur Einheit Europas, signiert mit dem Kunstnamen Wyny Ecu. Es folgte ein etwa zweijähriger Arbeitsaufenthalt an der Nordsee, welcher zur Scheidung der Ehe führte. Er fertigte größere farbige Holzskulpturen an: „Die Neufindung der Proportionen erlaubt keine naturnahe bildnerische Formgebung, sondern muss sich dem Gesetz der Abstraktion fügen“.
Im Sommer 1999 bezog er ein neues Atelier in Berlin-Charlottenburg und verfasste das Buch „Skandal – Das irdische Chaos ist gottgewollt“. Darin stellt er das überlieferte Weltbild in Frage, weil von Gott zum Planet Erde deportierte geschädigte Bakterien das irdische Leben bestimmen. Dazu widersprüchlich, aber sichtbar im Turiner Grabtuch, trug Christus „Das Kreuz im Antlitz“. Davon tief beeindruckt entstand das mit dem Code 2011 geschaffene Europäische Abendmahl. Seine Skulptur „AnalyseML“ entstand erst 2009, obwohl ihm bereits 1965 in Paris klar war, dass das geheimnisvolle Lächeln der Mona Lisa sich formal und nicht psychologisch erklärt.
Formen entwickeln automatisch nicht zu beeinflussende Eigenleben und bei konsequenter Durchführung bestimmen diese Kräfte – Gleichklang von Mund- und Augenwinkel – auch das mysteriöse Lächeln.
Seine Kunst zeichnet sich durch Lust an der Vorausberechnung bildender Gesetze aus. Öffentlich gezeigt hat er sie aber selten, und gegenüber dem Kunstmarkt verhielt er sich distanziert.
Sein Werk umfasst farbige Holzskulpturen, Reliefs, Acrylbilder, Graphiken und Bücher.
Seit 2010 lebt er am Wohnort seiner Tochter Teresa (Tessa) in Freigericht, Hessen.
Wyny Ecu ist Mitglied der VG Bild-Kunst, Bonn.

## Ausstellungen (Auswahl)
- 1953 Bochumer Künstlerbund
- 1963 Galerie S Ben Wagin, Berlin
- 1965 Kunstpreis der Jugend, Mannheim / Bochum
- 1967 Galerie S Ben Wagin, Berlin
- 1968 Bochumer Künstlerbund
- 1968 Galerie Ben Wagin, Europa-Center, Berlin
- 1979 Künstlerischer Wettbewerb – Internationales Congress Centrum Berlin
- 1983 Freie Berliner Kunstausstellung
- 1983 Bildhauergalerie Plinthe, Berlin
- 1987 Galerie Nierendorf, Berlin – Kunsthändler künstlerisch tätig
- 1994 Künstlerischer Wettbewerb – Denkmal für die ermordeten Juden Europas, Berlin
- 1996 Landesvertretung Thüringen in Berlin, Hitler-Biografie, Joachim Fest, Galerie Hebecker, Erfurt/Berlin
- 1998 Berlin / Bahnhof Grunewald / Deportation der Juden
- 2006 Kunstkammer, Berlin
- 2009 Kunstkreuz, Berlin
- 2011 Freigericht / Grenzen überschreiten – Frankreich, Italien und Deutschland
- 2013 Sommerliche Musiktage, Main-Kinzig-Kreis, Kapelle Hof Trages
- 2018 Orangerie Putbus / Rügen – Wilhelm Löber der vergessene Bauhausschüler

## Öffentlicher Besitz
- Graphothek Berlin-Reinickendorf, Archiv-Nr.: A0166, A0170, A 0202
- Kunstamt Berlin-Spandau, Plastik, Archiv-Nr.: 1338
- Kunstsammlung der Kunstakademie Düsseldorf, Archiv-Nr.: 3411
- Wilhelm-Lehmbruck-Museum, Duisburg, Archiv-Nr.: 4234 / 1995
- Kunstsammlung Christiane Herzog, Schloss Bellevue, Berlin 1997

## Veröffentlichte Bücher
- Der Mensch lebt 200 Jahre. Novum eco, Neckenmarkt, 2009/2011, ISBN 978-3-85251-770-4. (eingeschränkte Vorschau in der Google-Buchsuche)
- Kunst-Biografisches (Mit Form- und Farbanalyse) BoD, Norderstedt 2004, ISBN 978-3-8334-0986-8. (Vorschau in der Google-Buchsuche)
- Lächelnde Mona Lisa enträtselt. Books on Demand, Norderstedt 2005, ISBN 978-3-8334-3659-8.
- Skandal – Das irdische Chaos ist gottgewollt. BoD, Norderstedt 2007, ISBN 978-3-8334-8498-8.
- Warum, darum, Junge oder Mädchen. edition nove, Neckenmarkt 2008, ISBN 978-3-85251-479-6.

## Beiträge
- Verlag: edition nove, Neckenmarkt, Österreich, Neckenmarkt; Wien; München, GELEBTES, FANTASTISCHES UND MODERNES, ISBN 978-3-85022-556-4.
- Querschnitte Sommer 2008, Skandal-Das irdische Chaos ist gottgewollt, ISBN 978-3-85022-555-7, S. 130–133.
- Querschnitte Herbst 2008, Zukunft braucht weniger Kinder, ISBN 978-3-85022-719-3, S. 127–130.
- Querschnitte Winter 2008, Warum, Darum, Junge oder Mädchen, ISBN 978-3-85251-479-6, S. 38–41.
- Verlag: novum publishing gmbh, 2010, Der Mensch lebt 200 Jahre, ISBN 978-3-99003-182-7, S. 22.
- Verlag: Edition Schwarzdruck / Hartmut Gill / Wilhelm Löber der vergessene Bauhausschüler, ISBN 978-3-935194-88-4, S. 37-43.

## Fernsehen
SFB-Sendung, Regionalmagazin „Tele-Journal“ 1987, Interview mit Werner Grosch. Archiv-Nr.: 68037/FIDOS 1/1/1

## Sonstiges
1975 verlor Grosch (Ecu) bei einem Schach-Simultanspiel gegen Michail Botwinnik (Weltmeister von 1948 bis 1963) nach dem 44. Zug in Zeitnot das Endspiel.